# 一ノ関佑子
一ノ関 佑子（いちのせき ゆうこ、1946年 - ）は、日本のソプラノ声楽家。指揮者小林研一郎の妹で、演奏会で共演をすることがある。ピアニスト小林亜矢乃は姪。義妹（夫の妹）は漫画家の大和和紀である。

## プロフィール
- 1946年、福島県いわき市　生まれ。
- 1964年、県立磐城女子高校(現福島県立磐城桜が丘高等学校)卒業。
- 1968年、東京藝術大学声楽科卒業。在学中は関種子に師事。卒業後、ドイツ・リートを小林道夫に師事。発声法を小笠原智恵子、家田ひかりに師事。現在後進の指導に努めている。

## 演奏活動
- 1991年、サントリー・小ホールにおいて、兄・小林研一郎の作品を演奏する他、稲川ミチの伴奏でイタリア歌曲及びオペラアリアを演奏する。
- 2001年、NHKスタジオパークにて「藤棚の下に」（小林研一郎作曲）を兄妹で演奏した。
- 2002年4月、CD「藤棚の下に」リリース。若き日の小林研一郎の作曲した日本歌曲13曲が収録されている。

## CD
- 小林研一郎作品集　藤棚の下に - 母に捧げる歌　クワットロ（LMCD-1677）演奏：一ノ関佑子（ソプラノ）、小林研一郎（ピアノ）【録音】2001年10月